# منطقه کلان‌شهری برلین/براندنبورگ
منطقه کلانشهری برلین/براندنبورگ (به آلمانی: Metropolregion Berlin/Brandenburg) یک منطقهٔ کلانشهری در آلمان است که در براندنبورگ آلمان واقع شده‌است. این کلانشهر حدودًا 6 و نیم میلیون نفر جمعیت دارد. منطقه کلانشهری برلین براندنبورگ از ادغام برلین با شهرهای اطرافش همانند پوتسدام و کوتبوس به وجود آمد. این کلانشهر دو فرودگاه بین المللی دارد که هر دو جزو بزرگترین و شلوغترین فرودگاههای آلمان هستند؛ فرودگاه برلین تگل و فرودگاه برلین براندنبورگ. شهرهای ادغام شده با برلین یا به عبارتی به وجود آورنده منطقه کلانشهری برلین براندنبورگ عبارتند از:
1. پوتسدام
2. اورانینبورگ
3. فالکنزی
4. برنائو
5. کونیگز ووسترهاوزن
6. وورستنوالده
7. استراسبرگ
8. هنینگزدورف
9. بلانکنفلد-مالوو
10. هوهن نویندورف
11. لودویگزفلده
12. وردر
13. تلتو
14. واندلیتس
15. کلاینماخنوو
16. پانکتال
17. زوسن
18. نوینهاگن
19. هوپگارتن
20. ناون
21. رودرسدورف

## نگارخانه

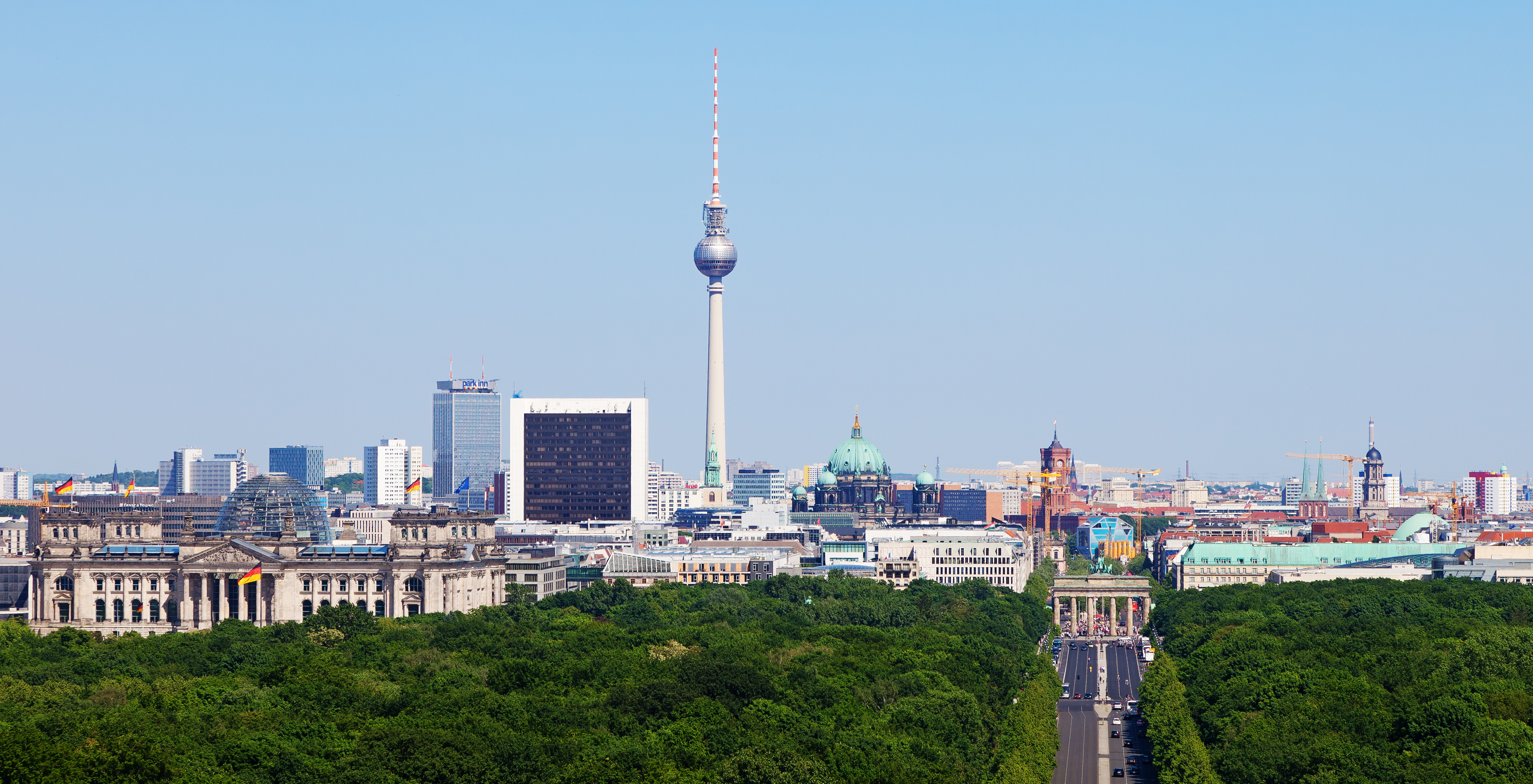
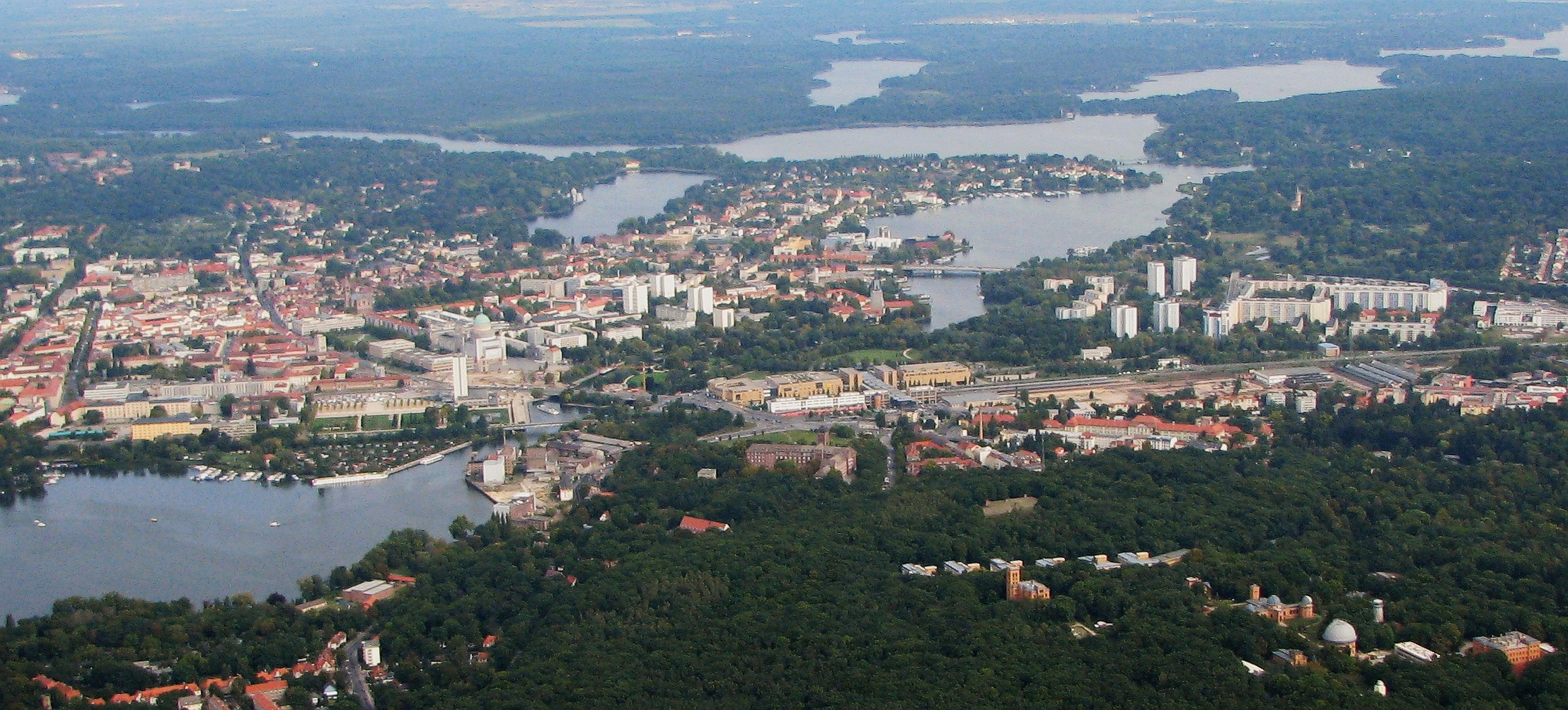